# Meridiano 56 E
Meridiano 56 E é um meridiano que, partindo do Polo Norte, atravessa o Oceano Ártico, Europa, Ásia, Oceano Índico, Oceano Antártico, Antártida e chega ao Polo Sul. Forma um círculo máximo com o Meridiano 124 W.
A parte mais ocidental da fronteira Cazaquistão-Uzbequistão é definida por este meridiano.
Começando no Polo Norte, o meridiano 56º Este tem os seguintes cruzamentos:
| País, território ou mar           | Notas |
| --------------------------------- | --- |
| Oceano Ártico                     | |
| Rússia                            | Ilha Jackson, Ilha Salisbury, Ilha Champ, Ilha Alger e Ilha MacKlintok, Terra de Francisco José                                          |
| Oceano Ártico                     | Mar de Barents |
| Rússia                            | Ilha Severny e Ilha Yuzhny, Novaya Zemlya                                                                                                |
| Oceano Ártico                     | Mar de Kara |
| Rússia                            | Ilha Yuzhny, Novaya Zemlya |
| Oceano Ártico                     | Mar de Pechora |
| Rússia                            | |
| Cazaquistão                       | |
| Fronteira Cazaquistão-Uzbequistão | |
| Turquemenistão                    | |
| Irão                              | Parte continental e ilha de Queixome |
| Golfo Pérsico                     | Estreito de Ormuz |
| Emirados Árabes Unidos            | |
| Omã                               | |
| Emirados Árabes Unidos            | |
| Omã                               | |
| Emirados Árabes Unidos            | |
| Omã                               | Parte continental e ilha de Halania |
| Oceano Índico                     | Passa a leste das ilhas La Digue e Frégate, Seicheles · Passa a oeste da Ilha Coëtivy, Seicheles · Passa a leste da ilha Reunião, França |
| Oceano Antártico                  | |
| Antártida                         | Território Antártico Australiano, reclamado pela Austrália                                                                               |